# 646
646 (DCXLVI) var ett normalår som började en söndag i den julianska kalendern.

## Händelser

### Okänt datum
- De så kallade Taikareformerna offentliggörs i Japan.
- Alexandria återerövras av araberna efter att ett bysantinskt försök att återerövra Egypten har misslyckats, vilket avslutar nästan 1 000 år av först grekisk och sedan romersk civilisation i Egypten.
- Staten Xueyantuo utplånas av den kinesiska Tangdynastin, och avslutar Kejsar Taizongs kampanj mot Xueyantuo.

## Födda
- Abd al-Malik, Umayyadkalif
- Li Sujie
- Sun Guoting

## Avlidna
- Sulpitius den frome, biskop av Bourges
- Liu Ji, kinesisk kansler och poet av Tangdynastin
- Zhang Liang